# Italiaanse kampioenschappen schaatsen sprint
De Italiaanse sprint kampioenschappen werden voor het eerst georganiseerd in 1978, maar worden wegens gebrek aan deelnemers niet elk jaar gehouden. Zo vielen de edities van 1982 tot en met 1988 allen uit, er was er ook geen nationaal sprinttoernooi in 1994. Sinds 1995 wordt het echter weer jaarlijks georganiseerd. Bijna alle edities vonden plaats op de IJsbaan van Collalbo. Het sprinttoernooi wordt verreden over twee dagen en zoals gebruikelijk bij een sprinttoernooi worden zowel op dag 1 als op dag 2 een 500 en een 1000 meter gereden. Dit geldt zowel voor de vrouwen als voor de mannen.

## Mannen
Titelhouder bij de heren is Ermanno Ioriatti. Deze rassprinter wist de laatste tien kampioenschappen op zijn naam te brengen. Alleen de inmiddels tot Duitser genaturaliseerde Dino Gillarduzzi en allrounder Roberto Sighel konden Ioriatti enigszins onder vuur leggen.
Hieronder volgt een overzicht van de winnaars van de nationale kampioenschappen sprint bij de heren:
| Jaar | Plaats                            | Goud                 | Zilver               | Brons                 |
| ---- | --------------------------------- | -------------------- | -------------------- | --------------------- |
| 1978 | Cortina d'Ampezzo                 | Giovanni Paganin     | Floriano Martello    | Giovanni Panciera     |
| 1979 | Cortina d'Ampezzo                 | Giovanni Paganin     | Floriano Martello    | Giovanni Panciera     |
| 1980 | Madonna di Campiglio              | Giovanni Paganin     | Floriano Martello    | Mario de March        |
| 1981 | Baselga di Pinè - Lago di Serraia | Giovanni Paganin     | Giorgio Paganin      | Floriano Martello     |
| 1989 | Collalbo                          | Roberto Sighel       | Fabio Monti          | Mario de March        |
| 1990 | Collalbo                          | Fabio Monti          | Alessandro de Taddei | Davide Carta          |
| 1991 | Collalbo                          | Alessandro de Taddei | Vittorio Gios        | Giorgio Baroni        |
| 1992 | Collalbo                          | Roberto Sighel       | Vittorio Gios        | Davide Carta          |
| 1993 | Baselga di Pinè                   | Roberto Sighel       | Davide Carta         | Giorgio Baroni        |
| 1995 | Collalbo                          | Roberto Sighel       | Davide Carta         | Ermanno Ioriatti      |
| 1996 | Collalbo                          | Roberto Sighel       | Davide Carta         | Ermanno Ioriatti      |
| 1997 | Baselga di Pinè                   | Roberto Sighel       | Ermanno Ioriatti     | Dino Gillarduzzi      |
| 1998 | Baselga di Pinè                   | Ermanno Ioriatti     | Dino Gillarduzzi     | Maurizio de Monte     |
| 1999 | Collalbo                          | Dino Gillarduzzi     | Ermanno Ioriatti     | Davide Carta          |
| 2000 | Baselga di Pinè                   | Dino Gillarduzzi     | Ermanno Ioriatti     | -                     |
| 2001 | Collalbo                          | Ermanno Ioriatti     | Dino Gillarduzzi     | Lorenzo Rebeschini    |
| 2002 | Collalbo                          | Ermanno Ioriatti     | Dino Gillarduzzi     | Davide Carta          |
| 2003 | Collalbo                          | Ermanno Ioriatti     | Giorgio Battisti     | Ippolito Sanfratello  |
| 2004 | Collalbo                          | Ermanno Ioriatti     | Roberto Sighel       | Alessandro Magnabosco |
| 2005 | Baselga di Pinè                   | Ermanno Ioriatti     | Maurizio Carnino     | Maurizio Menta        |
| 2006 | Collalbo                          | Ermanno Ioriatti     | Maurizio Carnino     | Stefano Donagrandi    |
| 2007 | Baselga di Pinè                   | Ermanno Ioriatti     | Jan Daldossi         | Luca Saggiorato       |
| 2008 | Collalbo                          | Ermanno Ioriatti     | Dennis Bellotti      | Stefano de Mattè      |
| 2009 | Collalbo                          | Ermanno Ioriatti     | Jan Daldossi         | Luca Stefani          |
| 2010 | Baselga di Pinè                   | Ermanno Ioriatti     | Jan Daldossi         | Marco Cignini         |

| Naam                  | Goud | Zilver | Brons |
| --------------------- | ---- | ------ | ----- |
| Ermanno Ioriatti      | 11   | 3      | 2     |
| Roberto Sighel        | 6    | 1      | 0     |
| Giovanni Paganin      | 4    | 0      | 0     |
| Dino Gillarduzzi      | 2    | 3      | 1     |
| Alessandro de Taddei  | 1    | 1      | 0     |
| Fabio Monti           | 1    | 1      | 0     |
| Davide Carta          | 0    | 3      | 4     |
| Floriano Martello     | 0    | 3      | 1     |
| Jan Daldossi          | 0    | 3      | 0     |
| Maurizio Carnino      | 0    | 2      | 0     |
| Vittorio Gios         | 0    | 2      | 0     |
| Giorgio Paganin       | 0    | 1      | 0     |
| Giorgio Battisti      | 0    | 1      | 0     |
| Dennis Bellotti       | 0    | 1      | 0     |
| Giorgio Baroni        | 0    | 0      | 2     |
| Mario de March        | 0    | 0      | 2     |
| Giovanni Panciera     | 0    | 0      | 2     |
| Maurizio de Monte     | 0    | 0      | 1     |
| Stefano de Mattè      | 0    | 0      | 1     |
| Luca Saggiorato       | 0    | 0      | 1     |
| Maurizio Menta        | 0    | 0      | 1     |
| Marco Cignini         | 0    | 0      | 1     |
| Stefano Donagrandi    | 0    | 0      | 1     |
| Ippolito Sanfratello  | 0    | 0      | 1     |
| Allesandro Magnabosco | 0    | 0      | 1     |
| Lorenzo Rebeschini    | 0    | 0      | 1     |
| Luca Stefani          | 0    | 0      | 1     |

## Vrouwen
Bij de dames, waar het sprinttoernooi nog vaker uitviel dan bij de heren, is Chiara Simionato de recordhoudster. In 2007 en 2008 waren er slechts twee deelnemers bij de dames senioren en werd er geen bronzen medaille uitgereikt (in het verleden reden senioren en junioren in dezelfde wedstrijd en was dit probleem er niet).
Titelhouder bij de dames is Chiara Simionato.
Hieronder volgt een overzicht van de winnaars van de nationale kampioenschappen sprint bij de dames:
| Jaar  | Plaats                          | Goud                  | Zilver                | Brons                  |
| ----- | ------------------------------- | --------------------- | --------------------- | ---------------------- |
| 1978* | Cortina d'Ampezzo               | Patrizia Lacedelli    | Renate Puntel         | Carmen Casanova        |
| 1981  | Baselga di Pinè-Lago di Serraia | Marizia Peretti       | Renate Puntel         | Antonella Mora         |
| 1989  | Collalbo                        | Elena Belci           | Marinella Canclini    | Elisabetta Pizio       |
| 1990  | Collalbo                        | Elke Felicetti        | Katja Colturi         | Marinella Canclini     |
| 1991  | Collalbo                        | Elena Belci           | Elke Felicetti        | Elisabetta Pizio       |
| 1992  | Collalbo                        | Elena Belci           | Elke Felicetti        | Elisabetta Pizio       |
| 1993  | Baselga di Pinè                 | Elena Belci-Dal Farra | Stefania Traverso     | Michela Ioriatti       |
| 1995  | Collalbo                        | Elena Belci-Dal Farra | Chiara Simionato      | Elisabetta Pizio       |
| 1996  | Collalbo                        | Chiara Simionato      | Elena Belci-Dal Farra | Consuela Martello      |
| 1997  | Baselga di Pinè                 | Nicola Mayr           | Chiara Simionato      | Serena Schench         |
| 1998  | Baselga di Pinè                 | Chiara Simionato      | Francesca Uez         | Elisa Baitella         |
| 1999  | Collalbo                        | Chiara Simionato      | Manuala Broseghini    | Elisa Baitella         |
| 2000  | Baselga di Pinè                 | Nicola Mayr           | Gessica Martello      | Daniela Niederstätter  |
| 2001  | Collalbo                        | Chiara Simionato      | Daniela Niederstätter | Vanna Bertoldi         |
| 2002  | Collalbo                        | Chiara Simionato      | Gessica Martello      | Elisa Baitella         |
| 2003  | Collalbo                        | Chiara Simionato      | Nicola Mayr           | Adelia Marra           |
| 2004  | Collalbo                        | Nicola Mayr           | Adelia Marra          | Eleonora Anzelini      |
| 2005  | Baselga di Pinè                 | Chiara Simionato      | Rita Battisti         | Cinzia Ponzetti        |
| 2006  | Collalbo                        | Chiara Simionato      | Adelia Marra          | Rita Battisti          |
| 2007  | Baselga di Pinè                 | Elisa Baitella        | Cinzia Ponzetti       | -                      |
| 2008  | Collalbo                        | Chiara Simionato      | Rita Battisti         | -                      |
| 2009  | Collalbo                        | Chiara Simionato      | Giulia Merlo          | Francesca Lollobrigida |
| 2010  | Baselga di Pinè                 | Chiara Simionato      | Yvonne Daldossi       | Giulia Merlo           |

* = In 1978 werd er alleen een officieus kampioenschap gereden.
| Naam                   | Goud | Zilver | Brons |
| ---------------------- | ---- | ------ | ----- |
| Chiara Simionato       | 11   | 2      | 0     |
| Elena Belci-Dal Farra  | 5    | 1      | 0     |
| Nicola Mayr            | 3    | 1      | 0     |
| Elke Felicetti         | 1    | 2      | 0     |
| Elisa Baitella         | 1    | 0      | 3     |
| Patrizia Lacedelli     | 1    | 0      | 0     |
| Marizia Peretti        | 1    | 0      | 0     |
| Adelia Marra           | 0    | 2      | 1     |
| Rita Battisti          | 0    | 2      | 1     |
| Renate Puntel          | 0    | 2      | 0     |
| Gessica Martello       | 0    | 2      | 0     |
| Marinella Canclini     | 0    | 1      | 1     |
| Daniela Niederstätter  | 0    | 1      | 1     |
| Cinzia Ponzetti        | 0    | 1      | 1     |
| Giulia Merlo           | 0    | 1      | 1     |
| Yvonne Daldossi        | 0    | 1      | 0     |
| Katja Colturi          | 0    | 1      | 0     |
| Stefania Traverso      | 0    | 1      | 0     |
| Francesca Uez          | 0    | 1      | 0     |
| Manuala Broseghini     | 0    | 1      | 0     |
| Elisabetta Pizio       | 0    | 0      | 4     |
| Eleonora Anzelini      | 0    | 0      | 1     |
| Antonella Mora         | 0    | 0      | 1     |
| Michela Ioriatti       | 0    | 0      | 1     |
| Consuela Martello      | 0    | 0      | 1     |
| Serena Schench         | 0    | 0      | 1     |
| Vanna Bertoldi         | 0    | 0      | 1     |
| Carmen Casanova        | 0    | 0      | 1     |
| Francesca Lollobrigida | 0    | 0      | 1     |

 België · 
 Canada · 
 China · 
 Duitsland · 
 Finland · 
 Frankrijk · 
 Hongarije · 
 Italië · 
 Japan · 
 Kazachstan · 
 Nederland (mannen) - (vrouwen) · 
 Noorwegen (mannen) - (vrouwen) · 
 Oekraïne · 
 Oostenrijk · 
 Polen · 
 Roemenië · 
 Rusland · 
 Tsjechië · 
 Verenigde Staten · 
 Wit-Rusland · 
 Zuid-Korea · 
 Zweden · 
 Zwitserland
 Italiaanse kampioenschappen schaatsen

Afstanden · 
Allround · 
Sprint